# Папський Урбаніанський університет
Папський Урбаніанський університет (лат. Pontificia Universitas Urbaniana) — заснований папою Урбаном VIII університет у Римі, де здійснюється підготовка священиків для місіонерської діяльності.

## Історія
Буллою Immortalis dei Filius від 1 серпня 1627 року Урбан VIII заснував Урбаніанську колегію Пропаганди Віри (Collegium Urbanianum de propagande fide), підпорядкувавши її Священній Конгрегації Пропаганди Віри, і дарував цій колегії привілеї надавати докторські ступені з філософії та богослов'я. У 1772 році ці привілеї були підтверджені Климентом XIV, який розпорядився, щоб надання докторських ступенів поверджувалося Секретарем Священної Конгрегації Пропаганди Віри.
У 1919 році в Урбаніанській колегії був створений факультет місіології, і за постановою Священної Конгрегації Семінарій і Університетів 1 вересня 1933 був заснований Науковий місіонерський інститут. У 1943 році в Науковому місіонерському інституті був створений факультет канонічного права.
1 жовтня 1962 папа Іван XXIII видав буллу Fidei Propagande, якою перейменував Урбаніанську колегію в Папський Урбаніанський університет.

## Місцезнаходження
Спочатку Урбаніанська колегія розташовувалася в будівлі Палаццо Ферратіні на площі Іспанії, яка була перебудована Джованні Лоренцо Берніні і Франческо Борроміні. Після конфіскації папської власності італійським урядом папа Лев XIII перевів колегію в Палаццо Міньянеллі на однойменній площі. У 1928 році колегія перемістилася в нову будівлю на пагорбі Янікул.

## Сучасний стан
Бібліотека Урбаніанського університету має понад 50 тисяч книг. Великим канцлером Папського Урбаніанського університету є префект Конгрегації євангелізації народів (нині — кардинал Луїс Антоніо Ґокім Таґлу). У 2004—2005 роках в Урбаніанському університеті навчалося близько 1400 студентів та працювало понад 200 викладачів, з яких близько третини — не італійці. Ним керує ректор (rector magnificus) і академічна рада, до складу якої входить 70 професорів. Урбаніанський університет випускає щорічне періодичне видання — Euntes Docete.

## Відомі випускники
- о. Дмитро Блажейовський
- кардинал, патріарх-предстоятель УГКЦ Любомир Гузар
- митрополит Борис Ґудзяк
- Блаженний священномученик Микола Конрад
- Блаженний священномученик Йосафат Коциловський
- єпископ Гліб Лончина
- патріарх Венеції Франческо Моралья
- перший кенійський кардинал Моріс Майкл Отунга
- Блаженний священномученик Миколай Чарнецький
- єпископ Платон Корниляк